# 阿波利马岛
阿波利马岛（Apolima）是萨摩亚的一个岛屿，位于萨瓦伊岛与乌波卢岛之间的阿波利马海峡中。该岛为四个有人居住的岛屿中最小的一个。该岛面积略小于1平方公里。它是艾加伊勒泰区的一部分。
该岛人口为75人（2006年统计），皆居住在该岛唯一的村庄Apolima-Uta中。该村位于该岛北端。